# Membrana semipermeable

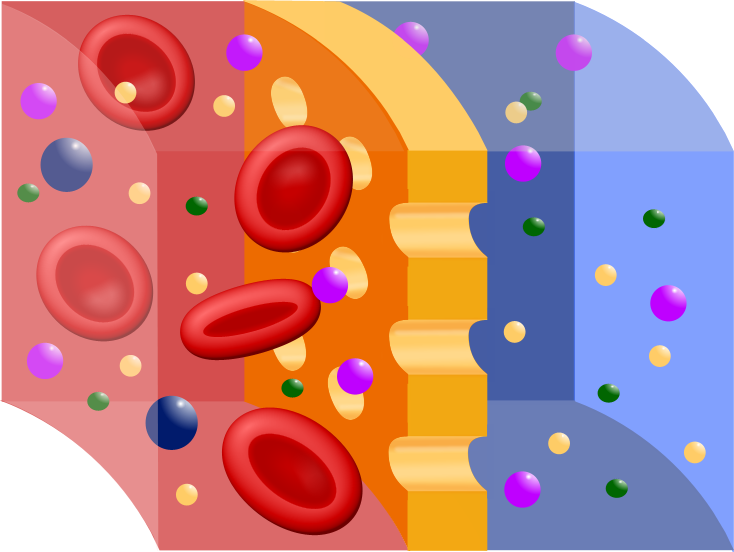
Esquema de una membrana semipermeable en hemodiálisis, donde se ve la sangre en rojo, el líquido dializador en azul, y en amarillo la membrana.

Una membrana semipermeable, también llamada membrana selectivamente permeable, membrana parcialmente permeable o membrana permeable diferenciable, es una membrana que permitirá que ciertas moléculas o iones pasen a través de ella por difusión, y ocasionalmente especializada en "difusión facilitada". El índice del paso depende de la presión osmótica, la concentración, el gradiente electroquímico y la temperatura de las moléculas o de los solutos en cualquier lado, así como la permeabilidad de la membrana para cada soluto.
Dependiendo de la membrana y del soluto, la permeabilidad puede depender del tamaño del soluto, de características de la solubilidad, o de la química.
Un ejemplo de una membrana semipermeable es una bicapa lipídica, en la cual se basa la membrana plasmática que rodea todas las células.
Muchos materiales naturales y sintéticos más gruesos que una membrana también son semipermeables. Un ejemplo de esto es la fina película en el interior de un huevo. Otro ejemplo de una membrana semipermeable es el peritoneo.

## Funcionamiento
Una membrana semipermeable permite el paso preferencial de ciertas sustancias presentes en una disolución frente a otras. Este hecho las hace importantes tanto en sistemas biológicos vivos como en aplicaciones tecnológicas. El paso de moléculas puede depender de varios factores, como por ejemplo los poros. Si una molécula es más grande que un poro, no podrá pasar.
La parte que ha atravesado la membrana se conoce como "permeado" y la que no lo hace es el "rechazo". En consecuencia, se produce una separación diferencial de unas sustancias frente a otras.
Para que el paso de sustancias a través de la membrana se produzca, es necesario la existencia de una fuerza impulsora entre ambos lados de la membrana, la cual puede ser de diferente naturaleza: diferencia de presión, diferencia de concentración, potencial eléctrico, etc.
Una vez establecido el flujo, el diferente grado de paso de unas sustancias respecto de otras se produce por criterios físicos (tales como el tamaño del poro) o químicos (como la solubilidad y difusión en la membrana, etc.).
Como ejemplo de como actúa una membrana veamos el fenómeno de ósmosis directa. Para ello, supongamos dos compartimentos separados por una membrana semipermeable (p.e. de acetato de celulosa), de manera que uno contiene agua (compartimento A) y otro una disolución salina concentrada (compartimento B). En esta situación existe un mayor potencial químico del agua presente en A, lo que se manifiesta como una tendencia de difusión hacia B, diluyendo en consecuencia esta disolución. Los iones presentes en la disolución salina no atraviesan la membrana significativamente, porque no tienen afinidad química hacia el material polimérico que la constituye. Por el contrario, las moléculas de agua pueden formar puentes de hidrógeno con el polímero de la membrana y atravesarla.
En consecuencia se origina un flujo de agua desde A hacia B, descendiendo el nivel de A y aumentando el de B. El equilibrio se alcanzará cuando la presión estática que origina la diferencia de nivel contrarresta la diferencia de potencial químico correspondiente a las concentraciones existentes. En este momento, la diferencia de alturas será representativa de la diferencia de presión osmótica de ambas disoluciones.
Si se aplica ahora una presión al compartimento B mayor que la presión osmótica, se obtendrá un flujo de agua de B hacia A prácticamente desprovisto de iones, ya que estos no atraviesan la membrana fácilmente. Este fenómeno, conocido como ósmosis inversa, es la base para la obtención de agua en muchas plantas desaladoras.

## Procesos de membrana sintética
Podemos clasificar las membranas sintéticas de acuerdo con su estructura, así tendríamos:
- Membranas porosas
- Membranas no porosas
- Membranas líquidas

A su vez los procesos de membranas pueden clasificarse de acuerdo con la fuerza impulsora empleada:
Procesos en fase líquida que utilizan como fuerza impulsora la presión:
- Microfiltración
- Ultrafiltración
- Nanofiltración
- Ósmosis inversa
- Piezodiálisis (proceso no comercial)

Procesos en fase gaseosa que utilizan como fuerza impulsora la presión parcial:
- Permeación de gases

Procesos basados en afinidad química:
- Pervaporación (de fase líquida a fase gaseosa)
- Diálisis
- Membranas líquidas

Procesos que utilizan como fuerza impulsora la diferencia de temperatura:
- Destilación por membrana
- Termo-ósmosis

Procesos que utilizan la diferencia de potencial como fuerza impulsora:
- Electrodiálisis y electrodiálisis reversible
- Procesos electródicos de membrana

## Membranas biológicas
Las membranas semipermeables existen sobre todo en las células y en el tracto digestivo de animales.
Una membrana semipermeable consiste de una bicapa fosfolípidica, esencialmente significando que un grupo de fosfolípidos (consistiendo en una cabeza de fosfato y 2 colas ácido-graso), se arregla a sí mismos en una doble-capa, con las cabezas de fosfato hidrofílicos expuestos al contenido de agua fuera y dentro de la célula, mientras que las colas hidrofóbicas del ácido-graso se ocultan en el interior. La bicapa fosfolípidica es la más permeable a los solutos sin cambios pequeños. Los canales de proteína flotan a través de los fosfolípidos, y colectivamente, este modelo es conocido como modelo de mosaico fluido.